# Hermann Kaufmann
Pour les articles homonymes, voir Kaufmann.
Hermann Kaufmann, né le 11 juin 1955 en Autriche à Reuthe dans le Bregenzerwald, la partie montagneuse du Vorarlberg, est un architecte autrichien.

## Parcours
Issu d'une longue lignée de charpentiers, Hermann Kaufmann passe son enfance dans les scieries du Vorarlberg, région dont l'une des richesses est le bois. C'est ainsi qu'il apprend à connaître les caractéristiques et les possibilités de ce matériau qu’il aime profondément.
Tous les membres de sa famille, ou presque, ont un rapport de près ou de loin avec le bois et le bâti, l'entreprise familiale est connue pour être un des leaders européens de la construction industrielle de "systèmes-bois", et son oncle Leopold Kaufmann, a su développer des concepts de constructions en bois innovant, fondés sur les techniques de charpente.
Hermann Kaufmann étudie l’architecture à l'Université technique d'Innsbruck et à l'Université technique de Vienne, avant de revenir dans le Vorarlberg et de créer son agence avec Christian Lenz à Schwarzach.
À cette époque cette petite région d'Autriche, traditionnellement portée vers l’industrie du bois, voit alors l’émergence d’un mouvement extraordinaire, issu d’une révolte de jeunes concepteurs, les "Baukünstler", littéralement, "artistes du bâtiment", qui font du Vorarlberg un laboratoire de l’architecture centrée sur la durabilité, la simplicité et l’écologie. 
Hermann Kaufmann partage avec ses alliés du Vorarlberg le projet et l'idée d'un habitat écologique accessible à tous.
Le bois, qui devient naturellement son matériau de prédilection, lui permet de construire des bâtiments innovants, en recherchant constamment une optimisation de la maîtrise de l’énergie et une gestion durable des ressources.
Hermann Kaufmann est ainsi le maître d’œuvre de la première résidence passive (à basse consommation d’énergie, elle subvient à ses besoins énergétiques) de logement collectif, et aujourd’hui, ses travaux se tournent vers des bâtiments producteurs, dits "à énergie positive". 
Très attaché à sa région, Hermann Kaufmann s'intéresse aussi à la restauration de bâtiments anciens ; son approche très fine et délicate dans des villages au contexte sensible démontre que cet architecte "radical" aime à composer avec le patrimoine existant et le paysage.
Hermann Kaufmann a été professeur invité à l'Université technique de Graz, puis à l'Université de Ljubljana en Slovénie. Depuis 2002, il enseigne à l'Université technique de Munich, comme spécialiste de la construction en bois.
Le 24 septembre 2007, Hermann Kaufmann a reçu le premier Global award for sustainable architecture.

## Ouvrages
- ClimateSkin : building-skin concepts that can do more with less energy, Gerhard Hausladen et Hermann Kaufmann,  (ISBN 978-3-7643-7725-0).